# Montreal Jazz
Montreal Jazz (Jazz de Montréal en francés) fue un equipo profesional de baloncesto de la NBL con sede en la ciudad de Montreal, el equipo se fundó en el 2012 para tomar el lugar del Laval Kebs. Su juegos de local se efectuaron en el Centre Pierre Charbonneau, al concluir la temporada 2012-2013 la liga cesó operaciones del equipo.

## Historia
El 26 de octubre de 2012 la NBL anunció que el equipo de Montreal tomaría el lugar del Laval Kebs. El 1 de noviembre se anunció el nombre del equipo Montreal Jazz.

## Trayectoria
Nota: G: Partidos ganados; P:Partidos perdidos; %:porcentaje de victorias
| Temporada | G | P  | %    | Play-offs | Resultado |
| --------- | - | -- | ---- | --------- | --------- |
| 2012-13   | 2 | 38 | .050 |           |           |